# Never Gonna Give You Up
„Never Gonna Give You Up“ je píseň od britského zpěváka Ricka Astleyho. Píseň byla publikována jako první singl z debutního alba Whenever You Need Somebody. Píseň byla mezinárodní hit, v UK Singles Chart se probojovala na #1, to samé skoro ve všech západních hitparádách.
V Severní Americe se ještě probojovala na Hot Adult Contemporary a Hot Dance Club Play hitparády, na #1 příčku.
Videoklip se v roce 2008 stal terčem tzv. rickrollingu, což je internetový mem, poprvé zmíněn na 4chanu.
Tento mem byl vytvořen v 4chan a jeho první výskyt byl někdy kolem května 2007. Dne 29. července 2021 dosáhl na YouTube 1 miliardy zhlédnutí.
V roce 2021 se píseň proslavila díky ekologické aktivistce Gretě Thunberg, která ji zazpívala na setkání hnutí Fridays for Future.

## Hitparáda
| Hitparády (1987–1988)                 | Příčka |
| ------------------------------------- | ------ |
| Australian Music Report Singles Chart | 1      |
| Ö3 Austria Top 40                     | 4      |
| Dutch Top 40                          | 1      |
| French SNEP Singles Chart             | 6      |
| German Singles Chart                  | 1      |
| Irish Singles Chart                   | 2      |
| New Zealand RIANZ Singles Chart       | 1      |
| Norwegian VG-lista Singles Chart      | 1      |
| Swedish Singles Chart                 | 1      |
| Swiss Singles Chart                   | 2      |
| UK Singles Chart                      | 1      |
| U.S. Billboard Hot 100                | 1      |
| U.S. Billboard Hot Adult Contemporary | 1      |
| U.S. Billboard Hot Dance Club Songs   | 1      |